# Lasioglossum interstitinerve
Lasioglossum interstitinerve är en biart som först beskrevs av Cameron 1905.  Lasioglossum interstitinerve ingår i släktet smalbin, och familjen vägbin. Inga underarter finns listade i Catalogue of Life.